# Ladested

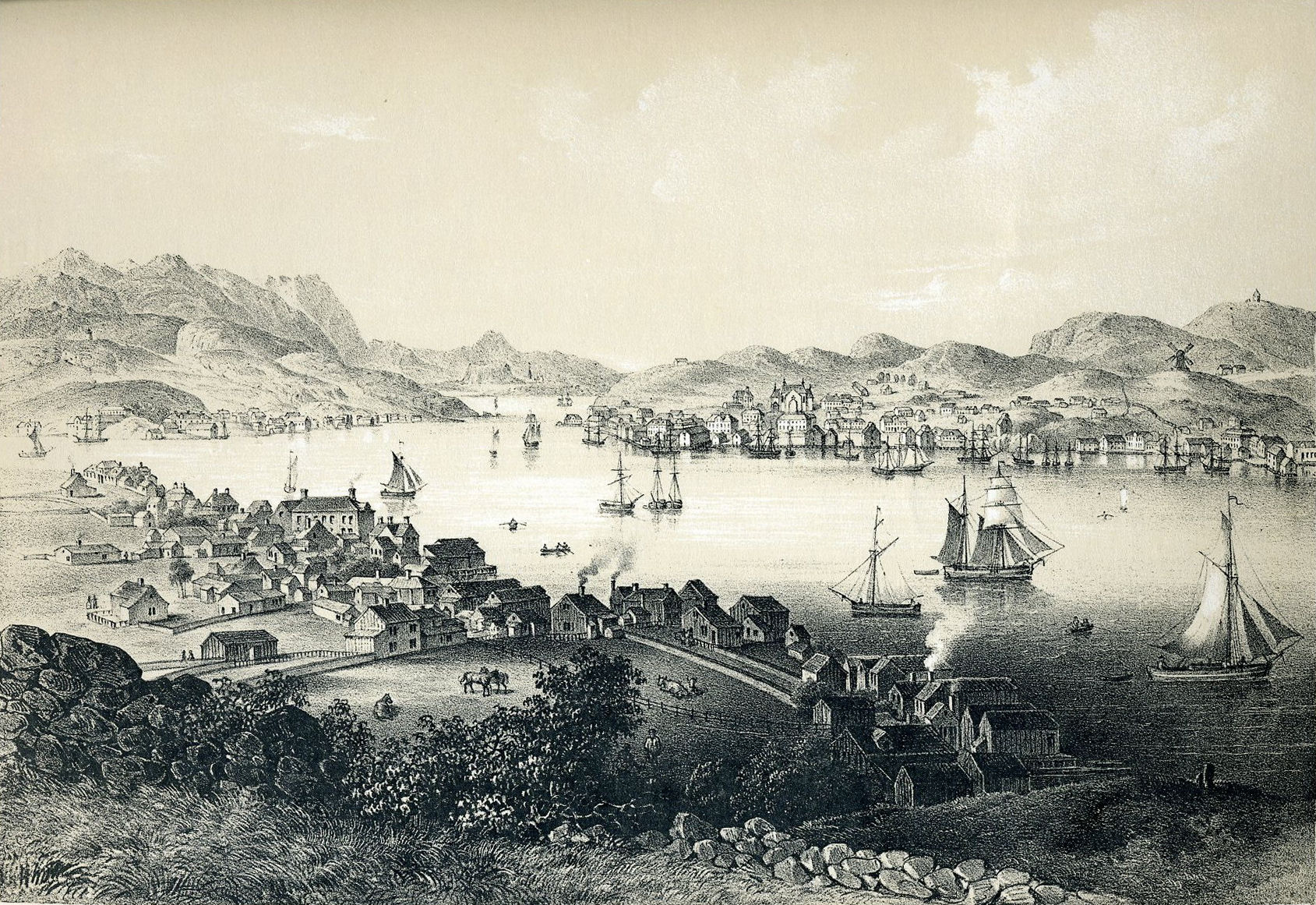
Kristiansund, miejscowość portowa w Norwegii

Ladested – dawniej w Norwegii status miejscowości portowej, której mieszkańcy mieli prawo do importu i eksportu dóbr, głównie drewna. Termin pojawił się w XVI wieku. Ladested zwykle należało do kjøpstad (miasto targowe), które było większą jednostką osadniczą.
W 1900 roku w Norwegii były 594 gminy, z których 20 miało status ladested. Oprócz tego dwie miejscowości, Hvitsen i Holmsbu, były ladested, nie będąc jednocześnie gminami.
Znaczenie przywilejów miast zaczęło maleć w XIX wieku. Terminy ladested i kjøpstad zaczęły wychodzić z użycia. W 1958 roku, przed reformą całkowicie je znoszącą, w Norwegii było 20 ladested. Zostały one przekształcone w gminy miejskie i wiejskie, a następnie reformą z 1992 roku po prostu w gminy.